# 麗果木
麗果木（Gaultheria mucronata）是一種被子植物，原產於阿根廷南部和智利。麗果木是一種常綠灌木，雌雄異株，喜歡潮濕且陰涼的環境。果實可食用，但近乎無味。

## 外部連結
- Gaultheria mucronata info （页面存档备份，存于）